# Karina Due
Karina Due (født 23. november 1966 i Herning) er en dansk politiker der var i Folketinget for Dansk Folkeparti 18. juni 2015 ‒ 5. juni 2019. 

## Baggrund
Karina Due er datter af Hanne Friborg Due. Due har en baggrund som kontorassistent, salgsteknisk assistent, salgsteknisk ansvarlig og konsulent.

## Politisk karriere
Due har siddet i Silkeborg Byråd og Regionsrådet for Region Midtjylland.
Hun var opstillet ved Folketingsvalget 2011 og fik 1.309 personlige stemmer i Vestjyllands Storkreds og blev dermed partiets 4. suppleant i valgkredsen.
Due blev opstillet igen af Dansk Folkeparti i Silkeborg i 2013.
Ved Folketingsvalget 2015 kom hun ind for Vestjyllands Storkreds
efter at have modtaget 2.848 personlige stemmer.
Ved indtrædelsen i Folketinget forlod hun Silkeborg Byråd i overensstemmelse med partiets regler. Hun fortsatte i Regionsrådet.